# Tanguy Pechoux
Tanguy Pechoux (arabisch تانجوي بيشو; * 26. Dezember 2001) ist ein algerisch-französischer Skirennläufer. Er ist auf die technischen Disziplinen Riesenslalom und Slalom spezialisiert.

## Karriere
Pechoux gab sein internationales Renndebüt am 13. Januar 2018 bei einem Citizen Rennen in La Norma. Zu diesem Zeitpunkt startete er noch für den französischen Skiverband. Mit Beginn der Saison 2022/23 wechselte er jedoch zum algerischen Verband. Bereits sein Vater Éric Pechoux war als Skirennläufer für Algerien aktiv. Sein erstes internationales Großereignis bestritt er bei den Weltmeisterschaften 2023 in Courchevel/Méribel. Nach Platz 26 im Qualifikationsrennen schied er jedoch im Slalom aus.

## Erfolge

### Weltmeisterschaften
- Courchevel/Méribel 2023: DSQ Slalom